# ۲-فنیل‌فنول
۲-فنیل فونول (به انگلیسی: 2-Phenylphenol) با فرمول شیمیایی C۱۲H۱۰O یک ترکیب شیمیایی است. که جرم مولی آن ۱۷۰٫۲۱ g/mol می‌باشد. 